# 다이메틸글라이신
다이메틸글라이신(Dimethylglycine, DMG) 또는 디메틸글리신은 글라이신의 쯔비터 이온의 질소에 결합한 수소 2개가 메틸기 2개로 치환된 3차 아민이다.